# Odishas parlament

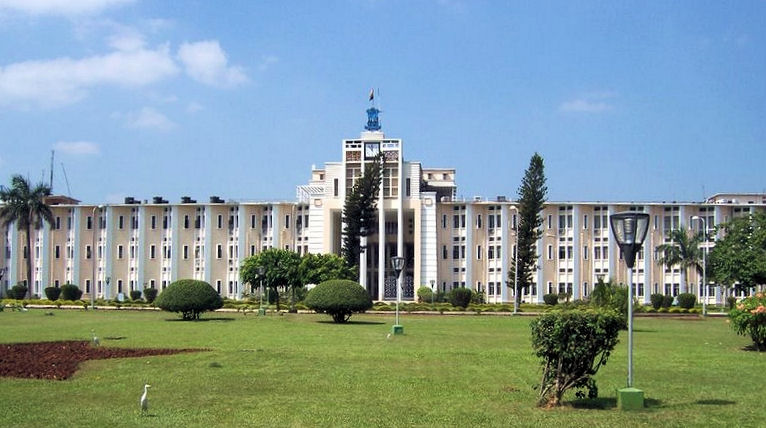
Parlamentsbyggnaden i Bhubaneswar.

Odishas parlament (oriya: ଓଡ଼ିଶା ବିଧାନ ସଭା, oriśa vidhan sabha, engelska: Odisha Legislative Assembly), eller bara Vidhan Sabha, är det lagstiftande organet i Odisha, Indien. Det består av 147 ledamöter som väljs i valet vart femte år. Den nuvarande talmannen är Surjya Narayan Patro som valdes till posten 1 juni 2019.
Parlamentets mötesplats finns i Odishas huvudstad, Bhubaneswar. Byggandet slutfördes i början av 1961 och invigningsfesten leddes av dåvarande vicetalman S. Radhakrishnan den 12 februari 1961. I juli 2019 annonserade Odishas premiärminister Naveen Patnaik att parlamentsbyggnaden ska nomineras åter och det nya namnet är Lok Seva Bhavan..

## Historia
Innan Indiens självständighet fick Odisha sitt första parlament redan år 1937 då regionen blev sin egen provins i den Brittiska Indien. Detta parlament hade 60 ledamöter varav fyra var nominerade. Den första session hölls på Ravenshaw College Hall i Cuttack den 28 juli 1937 och Mukunda Prasad Das valdes till den förste talmannen..
Efter självständigheten, efter valet 1952, blev Kongresspartiet det största partiet. Det vann 67 av 140 platser.
Antal platser ökades till nuvarande 147 efter parlamentsvalet 1974.
Biju Janata Dal (BJD) har varit det största partiet sedan 2000. Istället för en viss ideologi har partiet fokuserat på regionalism och Odishas lokala frågor. Fast partiet räknas som regionalt parti, är det ganska starkt representerat i Indiens parlaments båda kammare..

## Senaste val
Senaste regionalval hölls i samband med Indiens parlamentsval 2019, mellan 11 och 29 april. BJD bevarade sin status som det största partiet.. Alla indiska medborgare, som är registrerade invånare och minst 18 år gamla, har rösträtt. Personer kan diskvalificeras bl.a. på grund av mutbar praxis..
Antal registrerade väljare var över 32 miljoner. Röstningen ägde rum i 37 606 olika vallokaler. Valet skedde i fyra separata faser 11 april, 18 april, 23 april och 29 april. Rösträkningen skedde den 23 maj.. 
Av alla invalda i det nuvarande parlamentet är 15 kvinnor.
| Nr  | Valkrets            | Ledamot                       | Parti                              | Parti |
| --- | ------------------- | ----------------------------- | ---------------------------------- | ----- |
| 1   | Padampur            | Bijay Ranjan Singh Bariha     | Biju Janata Dal                    |       |
| 2   | Bijepur             | Rita Sahu                     | Biju Janata Dal                    |       |
| 3   | Bargarh             | Debesh Acharya                | Biju Janata Dal                    |       |
| 4   | Attabira            | Snehangini Chhuria            | Biju Janata Dal                    |       |
| 5   | Bhatli              | Susanta Singh                 | Biju Janata Dal                    |       |
| 6   | Brajarajnagar       | Kishore Kumar Mohanty         | Biju Janata Dal                    |       |
| 7   | Jharsuguda          | Naba Kisore Das               | Biju Janata Dal                    |       |
| 8   | Talsara             | Bhabani Shankar Bhoi          | Bharatiya Janata Party             |       |
| 9   | Sundargarh          | Kusum Tete                    | Bharatiya Janata Party             |       |
| 10  | Biramitrapur        | Shankar Oram                  | Bharatiya Janata Party             |       |
| 11  | Raghunathpali       | Subrat Tarai                  | Biju Janata Dal                    |       |
| 12  | Rourkela            | Sarada Prasad Nayak           | Biju Janata Dal                    |       |
| 13  | Rajgangpur          | C. S. Raazen Ekka             | Indian National Congress           |       |
| 14  | Bonai               | Laxman Munda                  | Communist Party of India (Marxist) |       |
| 15  | Kuchinda            | Kishore Chandra Naik          | Biju Janata Dal                    |       |
| 16  | Rengali             | Nauri Nayak                   | Bharatiya Janata Party             |       |
| 17  | Sambalpur           | Jaya Narayan Mishra           | Bharatiya Janata Party             |       |
| 18  | Rairakhol           | Rohit Pujari                  | Biju Janata Dal                    |       |
| 19  | Deogarh             | Subash Chandra Panigrahi      | Bharatiya Janata Party             |       |
| 20  | Telkoi              | Premananda Nayak              | Biju Janata Dal                    |       |
| 21  | Ghasipura           | Badri Narayan Patra           | Biju Janata Dal                    |       |
| 22  | Anandapur           | Bhagirathi Sethy              | Biju Janata Dal                    |       |
| 23  | Patna               | Jagannath Naik                | Biju Janata Dal                    |       |
| 24  | Keonjhar            | Mohan Charan Majhi            | Bharatiya Janata Party             |       |
| 25  | Champua             | Minakshi Mahanta              | Biju Janata Dal                    |       |
| 26  | Jashipur            | Ganeshram Khuntia             | Bharatiya Janata Party             |       |
| 27  | Saraskana           | Dr. Budhan Murmu              | Bharatiya Janata Party             |       |
| 28  | Rairangpur          | Naba Charan Majhi             | Bharatiya Janata Party             |       |
| 29  | Bangriposi          | Sudam Marndi                  | Biju Janata Dal                    |       |
| 30  | Karanjia            | Basanti Hembram               | Biju Janata Dal                    |       |
| 31  | Udala               | Bhaskar Madhei                | Bharatiya Janata Party             |       |
| 32  | Badasahi            | Sanatan Bijuli                | Bharatiya Janata Party             |       |
| 33  | Baripada            | Prakash Soren                 | Bharatiya Janata Party             |       |
| 34  | Morada              | Rajkishore Das                | Biju Janata Dal                    |       |
| 35  | Jaleswar            | Ashwini Kumar Patra           | Biju Janata Dal                    |       |
| 36  | Bhograi             | Ananta Das                    | Biju Janata Dal                    |       |
| 37  | Basta               | Nityananda Sahoo              | Biju Janata Dal                    |       |
| 38  | Balasore            | Madanmohan Dutta              | Bharatiya Janata Party             |       |
| 39  | Remuna              | Sudhansu Sekhar Parida        | Biju Janata Dal                    |       |
| 40  | Nilagiri            | Sukanta Nayak                 | Bharatiya Janata Party             |       |
| 41  | Soro                | Parshu Ram Dhada              | Biju Janata Dal                    |       |
| 42  | Simulia             | Jyoti Prakash Panigrahi       | Biju Janata Dal                    |       |
| 43  | Bhandaripokhari     | Prafulla Samal                | Biju Janata Dal                    |       |
| 44  | Bhadrak             | Sanjib Mallick                | Biju Janata Dal                    |       |
| 45  | Basudevpur          | Bishnubrata Routray           | Biju Janata Dal                    |       |
| 46  | Dhamnagar           | Bishnu Charan Sethi           | Bharatiya Janata Party             |       |
| 47  | Chandabali          | Byomakesh Ray                 | Biju Janata Dal                    |       |
| 48  | Binjharpur          | Pramila Mallik                | Biju Janata Dal                    |       |
| 49  | Bari                | Sunanda Das                   | Biju Janata Dal                    |       |
| 50  | Barchana            | Amar Prasad Satpathy          | Biju Janata Dal                    |       |
| 51  | Dharmasala          | Pranab Kumar Balabantaray     | Biju Janata Dal                    |       |
| 52  | Jajpur              | Pranab Prakash Das            | Biju Janata Dal                    |       |
| 53  | Korei               | Ashok Kumar Bal               | Biju Janata Dal                    |       |
| 54  | Sukinda             | Pritiranjan Gharai            | Biju Janata Dal                    |       |
| 55  | Dhenkanal           | Sudhir Kumar Samal            | Biju Janata Dal                    |       |
| 56  | Hindol              | Simarani Nayak                | Biju Janata Dal                    |       |
| 57  | Kamakhyanagar       | Prafulla Kumar Mallik         | Biju Janata Dal                    |       |
| 58  | Parjanga            | Nrusingha Charan Sahu         | Biju Janata Dal                    |       |
| 59  | Pallahara           | Mukesh Kumar Pal              | Biju Janata Dal                    |       |
| 60  | Talcher             | Brajakishore Pradhan          | Biju Janata Dal                    |       |
| 61  | Angul               | Rajanikant Singh              | Biju Janata Dal                    |       |
| 62  | Chhendipada         | Susanta Kumar Behera          | Biju Janata Dal                    |       |
| 63  | Athmallik           | Ramesh Chandra Sai            | Biju Janata Dal                    |       |
| 64  | Birmaharajpur       | Padmanabha Behera             | Biju Janata Dal                    |       |
| 65  | Sonepur             | Niranjan Pujari               | Biju Janata Dal                    |       |
| 66  | Loisingha           | Mukesh Mahaling               | Bharatiya Janata Party             |       |
| 67  | Patnagarh           | Saroj Meher                   | Biju Janata Dal                    |       |
| 68  | Bolangir            | Narasingha Mishra             | Indian National Congress           |       |
| 69  | Titilagarh          | Tukuni Sahu                   | Biju Janata Dal                    |       |
| 70  | Kantabanji          | Santosh Singh Saluja          | Indian National Congress           |       |
| 71  | Nuapada             | Rajendra Dholakia             | Biju Janata Dal                    |       |
| 72  | Khariar             | Adhiraj Mohan Panigrahi       | Indian National Congress           |       |
| 73  | Umarkote            | Nityananda Gond               | Bharatiya Janata Party             |       |
| 74  | Jharigam            | Prakash Chandra Majhi         | Biju Janata Dal                    |       |
| 75  | Nabarangpur         | Sadasiva Pradhani             | Biju Janata Dal                    |       |
| 76  | Dabugam             | Manohar Randhari              | Biju Janata Dal                    |       |
| 77  | Lanjigarh           | Pradip Kumar Dishari          | Biju Janata Dal                    |       |
| 78  | Junagarh            | Dibya Shankar Mishra          | Biju Janata Dal                    |       |
| 79  | Dharmagarh          | Mousadhi Bag                  | Biju Janata Dal                    |       |
| 80  | Bhawanipatna        | Pradipta Kumar Naik           | Bharatiya Janata Party             |       |
| 81  | Narla               | Bhupinder Singh               | Biju Janata Dal                    |       |
| 82  | Baliguda            | Chakramani Kanhar             | Biju Janata Dal                    |       |
| 83  | G. Udayagiri        | Saluga Pradhan                | Biju Janata Dal                    |       |
| 84  | Phulbani            | Angada Kanhar                 | Biju Janata Dal                    |       |
| 85  | Kantamal            | Mahidhar Rana                 | Biju Janata Dal                    |       |
| 86  | Boudh               | Pradip Kumar Amat             | Biju Janata Dal                    |       |
| 87  | Baramba             | Debiprasad Mishra             | Biju Janata Dal                    |       |
| 88  | Banki               | Devi Ranjan Tripathy          | Biju Janata Dal                    |       |
| 89  | Athgarh             | Ranendra Pratap Swain         | Biju Janata Dal                    |       |
| 90  | Barabati-Cuttack    | Mohammed Moquim               | Indian National Congress           |       |
| 91  | Choudwar-Cuttack    | Souvic Biswal                 | Biju Janata Dal                    |       |
| 92  | Niali               | Dr. Pramod Kumar Mallick      | Biju Janata Dal                    |       |
| 93  | Cuttack Sadar       | Chandra Sarathi Behera        | Biju Janata Dal                    |       |
| 94  | Salipur             | Prasanta Behera               | Biju Janata Dal                    |       |
| 95  | Mahanga             | Pratap Jena                   | Biju Janata Dal                    |       |
| 96  | Patkura             | Sabitri Agarwalla             | Biju Janata Dal                    |       |
| 97  | Kendrapara          | Shashi Bhusan Behera          | Biju Janata Dal                    |       |
| 98  | Aul                 | Pratap Keshari Deb            | Biju Janata Dal                    |       |
| 99  | Rajanagar           | Dhruba Charan Sahoo           | Biju Janata Dal                    |       |
| 100 | Mahakalapada        | Atanu Sabyasachi Nayak        | Biju Janata Dal                    |       |
| 101 | Paradeep            | Sambit Routray                | Biju Janata Dal                    |       |
| 102 | Tirtol              | Bishnu Charan Das             | Biju Janata Dal                    |       |
| 103 | Balikuda-Erasama    | Raghunandan Das               | Biju Janata Dal                    |       |
| 104 | Jagatsinghpur       | Prasanta Kumar Muduli         | Biju Janata Dal                    |       |
| 105 | Kakatpur            | Tusarakanti Behera            | Biju Janata Dal                    |       |
| 106 | Nimapara            | Samir Ranjan Dash             | Biju Janata Dal                    |       |
| 107 | Puri                | Jayanta Kumar Sarangi         | Bharatiya Janata Party             |       |
| 108 | Brahmagiri          | Lalitendu Bidyadhar Mohapatra | Bharatiya Janata Party             |       |
| 109 | Satyabadi           | Umakanta Samantaray           | Biju Janata Dal                    |       |
| 110 | Pipili              | Pradeep Maharathy             | Biju Janata Dal                    |       |
| 111 | Jayadev             | Arabinda Dhali                | Biju Janata Dal                    |       |
| 112 | Bhubaneswar Central | Ananta Narayan Jena           | Biju Janata Dal                    |       |
| 113 | Bhubaneswar North   | Susant Kumar Rout             | Biju Janata Dal                    |       |
| 114 | Ekamra Bhubaneswar  | Ashok Chandra Panda           | Biju Janata Dal                    |       |
| 115 | Jatani              | Suresh Kumar Rautray          | Indian National Congress           |       |
| 116 | Begunia             | Rajendra Kumar Sahoo          | Biju Janata Dal                    |       |
| 117 | Khurda              | Jyotirindra Nath Mitra        | Biju Janata Dal                    |       |
| 118 | Chilika             | Prasanta Kumar Jagadev        | Biju Janata Dal                    |       |
| 119 | Ranpur              | Satyanarayan Pradhan          | Biju Janata Dal                    |       |
| 120 | Khandapada          | Soumya Ranjan Patnaik         | Biju Janata Dal                    |       |
| 121 | Daspalla            | Ramesh Chandra Behera         | Biju Janata Dal                    |       |
| 122 | Nayagarh            | Aruna Kumar Sahoo             | Biju Janata Dal                    |       |
| 123 | Bhanjanagar         | Bikram Keshari Arukha         | Biju Janata Dal                    |       |
| 124 | Polasara            | Srikanta Sahu                 | Biju Janata Dal                    |       |
| 125 | Kabisuryanagar      | Latika Pradhan                | Biju Janata Dal                    |       |
| 126 | Khalikote           | Suryamani Baidya              | Biju Janata Dal                    |       |
| 127 | Chhatrapur          | Subash Chandra Behera         | Biju Janata Dal                    |       |
| 128 | Aska                | Manjula Swain                 | Biju Janata Dal                    |       |
| 129 | Surada              | Purna Chandra Swain           | Biju Janata Dal                    |       |
| 130 | Sanakhemundi        | Ramesh Chandra Jena           | Indian National Congress           |       |
| 131 | Hinjili             | Naveen Patnaik                | Biju Janata Dal                    |       |
| 132 | Gopalpur            | Dr. Pradeep Kumar Panigrahy   | Biju Janata Dal                    |       |
| 133 | Berhampur           | Bikram Kumar Panda            | Biju Janata Dal                    |       |
| 134 | Digapahandi         | Surya Narayan Patra           | Biju Janata Dal                    |       |
| 135 | Chikiti             | Usha Devi                     | Biju Janata Dal                    |       |
| 136 | Mohana              | Dasarathi Gomango             | Indian National Congress           |       |
| 137 | Parlakhemundi       | K. Narayan Rao                | Biju Janata Dal                    |       |
| 138 | Gunupur             | Raghunath Gomango             | Biju Janata Dal                    |       |
| 139 | Bissam Cuttack      | Jagannath Saraka              | Biju Janata Dal                    |       |
| 140 | Rayagada            | Makaranda Muduli              | Partilös                           |       |
| 141 | Lakshmipur          | Padmini Dian                  | Biju Janata Dal                    |       |
| 142 | Kotpad              | Atanu Sabyasachi Nayak        | Biju Janata Dal                    |       |
| 143 | Jeypore             | Tara Prasad Bahinipati        | Indian National Congress           |       |
| 144 | Koraput             | Raghu Ram Padal               | Biju Janata Dal                    |       |
| 145 | Pottangi            | Rama Chandra Kadam            | Indian National Congress           |       |
| 146 | Malkangiri          | Aditya Madhi                  | Bharatiya Janata Party             |       |
| 147 | Chitrakonda         | Purna Chandra Baka            | Biju Janata Dal                    |       |